# Nemesnépi Marton család

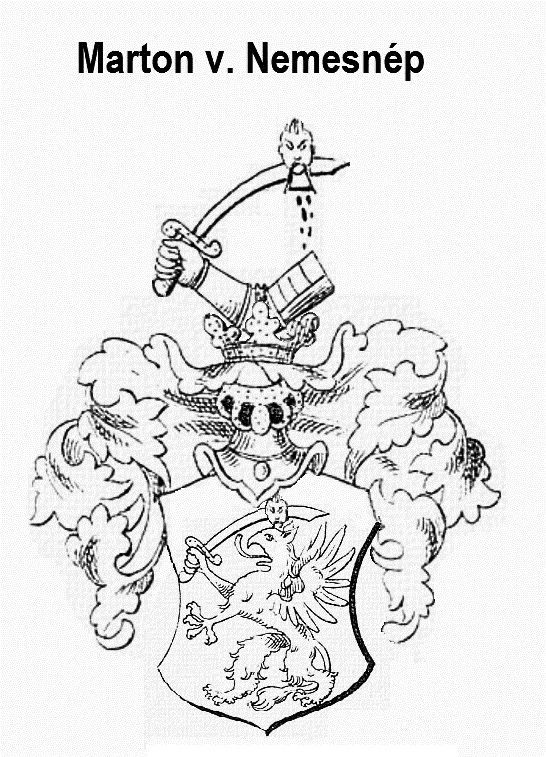
Nemesnépi Marton család címere (rajz)

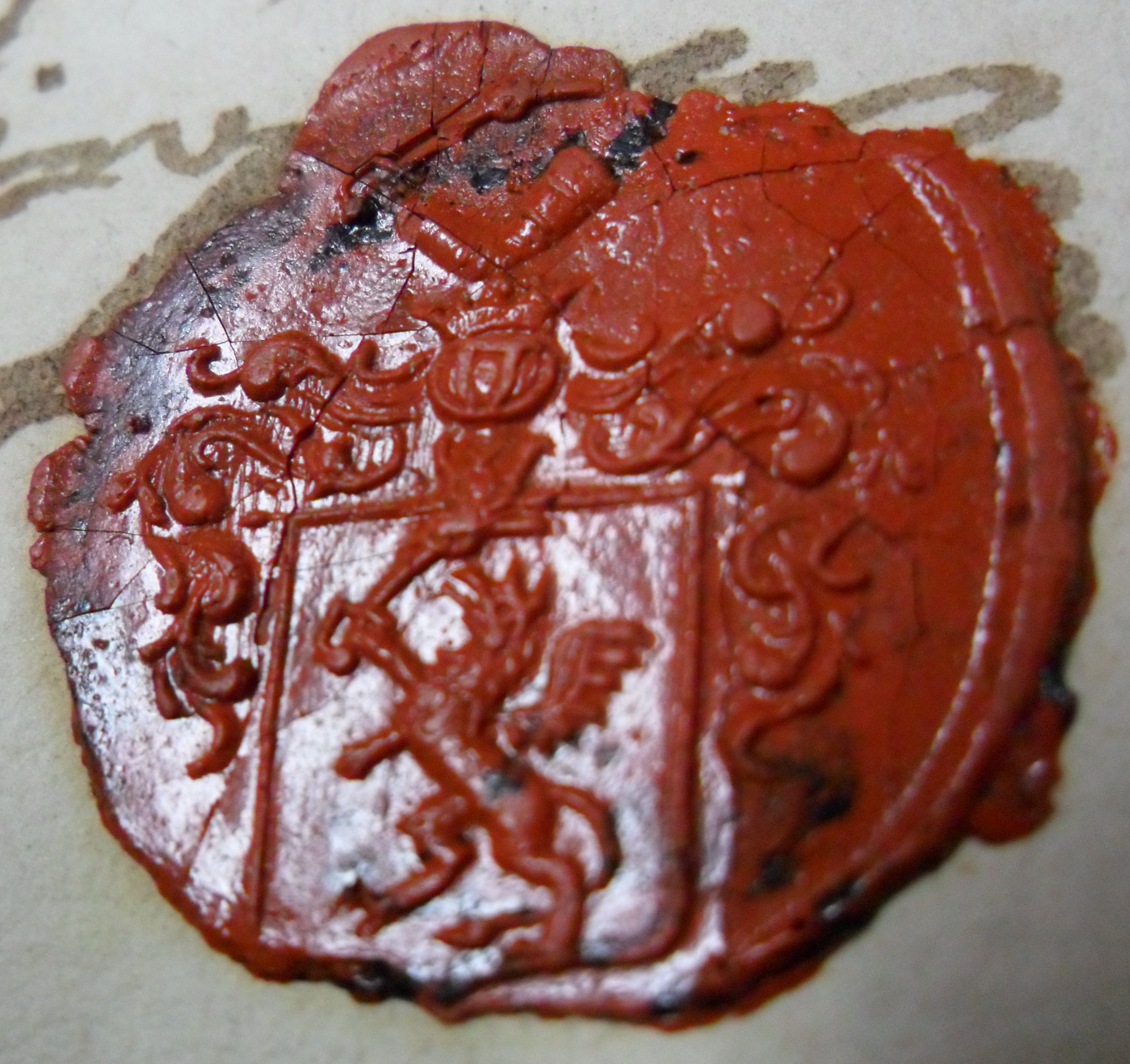
Nemesnépi Marton György (1767-1843) táblabíró, alszolgabíró, földbirtokos viaszpecsétje (kelt: 1800. október 25.).

A nemesnépi Marton család egy Zala vármegyei nemesi földbirtokos család, amely a Lenti járáson fekvő Nemesnép nevű településről származik. A család eddigi első ismert említése 1490-ből származik; a többi ottani nemesi családdal együtt 1566. január 2-án Miksa magyar királytól újabb nemesi adományban részesült.

## A család története

### A korai története

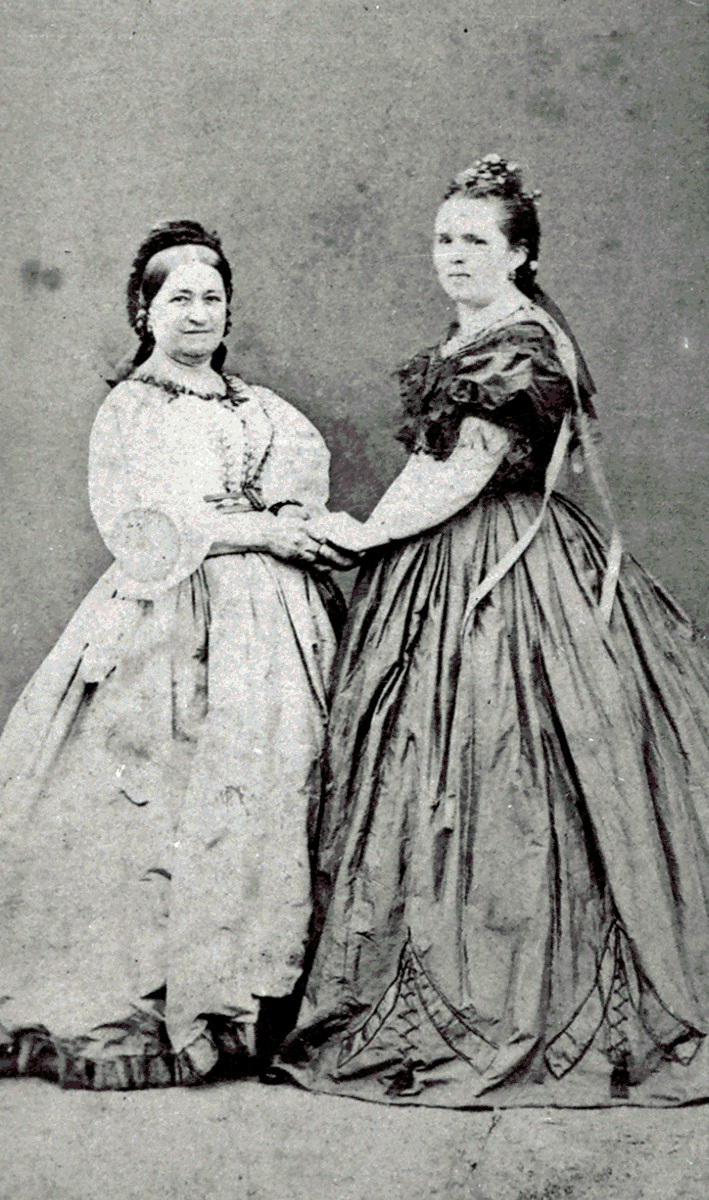
Nemesnépi Marton Józsefné verbói Szluha Rozália (1816–1883) és lánya boldogfai Fakas Ferencné nemesnépi Marton Zsófia (1842–1900), nemesvitai Viosz Lajos özvegye

A család eddigi legkorábbi ismert említése 1490-ből származik; 1490. május 8-án kelt egy oklevél, amelyben szerepelnek egy pereskedés ügyében a kihallgatott nemesek névsora Nemesnépen; ezek közül található: nemesnépfalvai Kovács Péter, Tamás, Boda György, Györffy Péter, Miklóssa Pál, Torda Benedek, Lászlófi Mihály, Gede Péter, Kósa László, Marton Miklós, Kósa Bertalan, Bereczfy Jakab, Miklóssa András, Tankó István, Lerincz Albert, Györgyfy Mihály, Janossa Imre, Pálffy János illetve nemesnépfalvai Dienes Miklós. A 13. században több okleveles forrás is már nemesnépi nemeseket említ de nem név szerint. Nagyon kevés nemesi faluról tudjuk megállapítani, hogyan keletkezett. Még egyszerű a helyzet a nyugati határ menti nemes faluknál, melyeket határőrök laktak (Szentgyörgyvölgy, Nemesnép, örikozmadombja, Felsőőr, Őrisziget stb.). Ezek vagy eredetileg is ki voltak véve a megyeispán, hatósága alól, vagy korán megszerezték ezt a privilégiumot. Katonáskodó réteghez tartoztak, és sikerült megőrizniük szabadságukat már a 12. században. 1407-ben konkrét okleveles forrás említi, hogy kiszolgált királyi katonákat telepítettek itt le, akik szintén nemességet kaptak; a település ekkor, 1401-ben "Nemesnepfalua"-ként szerepelt. 1512-ben ismét említik a nemesnépi Marton családot a települése nemesei között.
A nemesnépi Marton család 1566. január 2-án Miksa magyar királytól újabb nemesi adományban részesült közösen a nemesnépi Sassas, a nemesnépi Nagy, a nemesnépi Zabó, a nemesnépi Jakabffy, a nemesnépi Dienes, a Nemesnépi Zakál (Szakály), és nemesnépi Andrásffy családokkal együtt; ekkor nemesnépi Marton György, Pál, Ambrus és István képviselték a családot és a korábban emlitett családokkal együtt földbirtokadományt szereztek Nemesnépre és Keréktóra (Nemesnép határában, Nagykanizsa mellett keresendő rét). A nemesnépi Marton család a reformáció alatt áttért a kálvinizmusra és csak a 18. század elején egy ága tért át a római katolikus hitvallásra, amely tulajdonképpen a család köznemesi ágát képezte. A nemesnépi Marton családnak több ága megőrizte a kálvinista hitvallást a továbbiakban. A 18. században élt a kálvinista nemesnépi Marton Ferenc (1700-1760), nemesnépi földbirtokos, aki a nemesnépi Marton család köznemesi ágát alapította; a leszármazottjai a római katolikus hitvallás alatt éltek. Nemesnépi Marton Ferenc 1725. április 17-én Nemesnépen vette feleségül nemesnépi Szakály Krisztina (fl. 1725–1737) úrhölgyet, nemesnépi Szakály György leányát. A nemesnépi Szakály család ősei, Szakaly István, Benedek, Péter és András 1566-ban nemesség- és birtokadományban részesültek Miksa magyar király kegyéből; ők szintén a nemesnépi határőri családokhoz tartoztak. 1542-ben Nemesnépen szerepelt Zakál István és Benedek az összeírt birtokos nemesek között.
Nemesnépi Marton Ferenc (1700–1760), földbirtokos, és nemesnépi Szakály Krisztina gyermeke a már római katolikusként megkeresztelt idősebb nemesnépi Marton György (1730–1795) táblabíró volt; 1730-ban született Nemesnépen, és 1767. december 12.-én esküdtként tevékenykedett; az utolsó ismert említése zalai esküdként 1769. március 3.-án kelt. Marton György 1772. október 1.-je és 1780. április 15.-e között az egerszegi járás alszolgabírája volt, majd 1781. szeptember 24.-e és 1786. június 14.-e között a zalalövői járás főszolgabírája. Marton György 1761. június 21.-én feleségül vette Zalaegerszegen boczföldei Visy Anna (1743-1817) kisasszonyt; Visy Anna szülei boczföldei Visy István, aki 1742 és 1746 között zalai esküdt, andráshidai földbirtokos és baranyavári Baranyay Orsolya voltak. Marton Györgyné Visy Anna felmenői nemes Tóth másképp Visy Péter és István 1717. június 12-én III. Károly magyar királytól királyi földbirtokadományban szerezték özvegy Mizdó Ferencné bebesi Bebessy Judit zalai földbirtokait (többek között: Bocfölde, Csatfa és Bessenyő), amelyeket örökbefogadó anyjukként rájuk hagyott. Az 1767-ei úrbárium összeírásában Visy Anna Bocföldén földbirtokosként szerepelt a többi boczföldei Visy rokonával együtt; ekkor Marton Györgynének Bocföldén egy szabad-menetelű jobbágy családja volt. Az 1779-ben készült úrbéri összeírásban nemesnépi Marton Györgyné boczföldei Visy Anna szerepelt nemes Kiss Jánossal együtt mint 4 házas zsellér családnak az földesurai a Kispáli nevű településen. 1797-ben Visy Anna, aki ekkor már Marton György özvegye, fiával, ifjabb nemesnépi Marton Györggyel együtt pereskedett rokonaival Zalaegerszegen.
Ifjabb nemesnépi Marton György (1767–1843) táblabíró, idősebb Marton György és boczföldei Visy Anna egyetlen gyermeke, a Kőszegi Gimnáziumban végezte tanulmányait. Felnőtt korában, jogi képesítése után, a lövői járás esküdtje lett 1795. május 4.-e és 1798. június 19.-e között. Amikor az 1795-ben nemes Göde István nemesnépi lakós gyújtogatásnak indult, és terrorizálta a szomszéd falvakat, csupán nemesnépi Marton György esküdt akarta megakadályozni a bűntettet (az akkori zalai alispán, Mlinárics Lajos, tehetetlen volt a hatalmaskodó nemesi jogaival szemben). A végén, mintegy 500-an vették körül és végeztek nemes Göde Istvánnal. Marton György később a lövői járás alszolgabírája lett 1798. június 19.-e és 1815. november 8.-a között. Tekintetes és nemzetes ifjabb nemesnépi Marton György úr 1796. január 31.-én Söjtörön, feleségül vette a söjtöri nemesi földbirtokos petrikeresztúri Patay család a sarjából való Patay Rozália (1779–1845) kisasszonyt, petrikeresztúri Patay László (1738–1795), alsó- és felső-söjtöri földbirtokos, és baranyavári Baranyay Anna (1760–1823) lányát. Az esküvőn a tanúk nemes Kiss János táblabíró és lovászi és szentmargitai Sümeghy József (1757-1832), táblabíró voltak. Patay Rozália úrnőnek az apai nagyszülei ifjabb Patay István (fl. 1738–1752), söjtöri birtokos, aki 1746 és 1752 között kapornaki alszolgabíró, és derecskei Derecskey Erzsébet úrnő voltak. Patay Rozália anyai nagyszülei, baranyavári Baranyay István (1719–1788), hahóti postamester, földbirtokos, és várbogyai és nagymádi Bogyay Anna (1730–1769) asszony voltak. Az anyai dédszülei, várbogyai és nagymádi Bogyay László (1692–1749), soproni táblabíró, földbirtokos, és altenkircheni Kirchmayer Terézia voltak. Az apai dédszülei idősebb Patay István (fl. 1697–1724), teskándi, söjtöri és tófeji birtokos, aki 1697 és 1724 között esküdt, és bánszegi Bán Erzsébet (1656–1736) voltak; Bán Erzsébet szülei pedig bánszegi Bán István (fl. 1690–1697), söjtöri, tófeji, teskándi birtokos, és Kerpacsics Dorottya (fl. 1690) úrnő voltak, akik 1690 táján az egerszegi várban laktak. Patay Istvánné Bán Erzsébet egyben Kerpacsics István egerszegi várnagyné Buzád-Hahót nembeli csányi Csány Katalinnak (fl. 1666) az unokája, akinek a szülei Csány Imre (fl. 1592–1652), földbirtokos és pölöskefői Eördögh Katalin voltak; Csány Imrének az apja csányi Csány Bernát (fl. 1549–1581), Zala vármegye alispánja, országgyűlési követe, földbirtokos volt. Kerpacsics István (fl. 1636-1659) 1645 és 1647 között zalaegerszegi vicekapitány, majd 1647 és 1657 között zalaegerszegi kapitány, és később 1659-ben zalakomári vicekapitány volt. Marton György részt vett a Napóleoni háborúkban: 1809. június 19.-én a szolgabírót Balatonszentgyörgyre küldték, hogy kehidai Deák Péter főadószedőtől 50 000 forintot hozzon a Zala vármegyei deputáció számára; ugyanakkor, az 1809.-ben a zalai nemesi inszurrekcióban alhadnagy volt.
Ifjabb nemesnépi Marton György táblabíró és Patay Rozália házasságából két fiú- és egy leánygyermek született: nemesnépi Marton József (1797–1858) táblabíró; nemesnépi Marton Pál (1806–1893), táblabíró; és novakoveczi Tomasich Jánosné nemesnépi Marton Anna (1802–1843). Nemesnépi Marton Anna (1802–1843), novakoveczi Tomasich János (1796–1856), ügyvéd, zalai táblabíró, boldogfai birtokosnak a felesége lett. Tomasich János, idősebb Tomasich János (1756–1806), vármegyei földmérő, és a Hahót-Buzád nemzetségből származó Csány Terézia fia volt, akinek az apja nemes Csány Ignác, birtokos, és az anyja gyulai Gaál Katalin úrnő volt. Tomasich Jánosné Csány Terézia elsőfokú unokatestvére, Csány László, politikus, miniszter, az 1848–49-es szabadságharc vértanúja volt.

#### József ága
Ifjabb nemesnépi Marton György táblabíró és patai Patay Rozália idősebbik gyermeke, az andráshidai születésű nemesnépi Marton József (1797–1858) táblabíró volt. Keresztszülei lovászi és szentmargitai Sümeghy József (1757–1832), a majdani zalai alispán és neje lovászi Jagasics Julianna (1775–1804) voltak. Marton József először bölcsészetet tanult Szombathelyen, majd 1818-ban végezte a jogi tanulmányait a Győri Királyi Jogakadémián. Marton József 28 évesen lett az egerszegi járás esküdtje: ezt a tisztséget 1825. június 6.-a és 1829. június 1.-je között töltötte be. Ekkor az egerszegi járás alszolgabírójává választották, és egészen 1831. június 20.-áig tevékenykedett. Később, 1832. január 19.-e és 1837. szeptember 25.-e között, a lövői alszolgabíró volt. Nyujdíjba vonulása után a földbirtokán gazdálkodott. 1843-ban, a 45 éves, addig gyermektelen andráshidai földbirtokos Marton Józsefnek, született az első és egyetlen leánya, nemesnépi Marton Zsófia (1842-1900) úrhölgy. Marton József felesége, verbói Szluha Rozália (1816–1883) úrnő, akinek a szülei verbói Szluha János (1789–1829), szentgyörgyvölgyi seborvos, kisszegi birtokos és nemes Kováts Zsuzsanna Cecília (1790–1847) asszony voltak. Özvegy Szluha Jánosné nemes Kovács Zsuzsanna Cecília nem sokkal megözvegyülése után Szentgyörgyvölgyen 1833. szeptember 26-án férjhez ment a helybeli nemes Vajda Istvánhoz (1790–1853). Nemesnépi Marton Józsefné verbói Szluha Rozáliának az apai ági felmenői között a nemes Vranovics család, amelynek ősei Vranovics Jakab, Márton és György  1685. március 23-án szereztek armálist, a Trencsén vármegyei hodosi Hodossy család, a nemes Tarnóczy család, valamint az ősrégi Ocskay család és a nagylucsei Lipcsey család található. Az 1845-től listázott zalai önkéntes adozó nemesek között nemesnépi Marton József andráshidai földbirtokos szerepelt Deák Ferenc és több más úr mellett is.
A szabadságharc leverése után, 1849-ben az osztrák betört Zalába Körmend felől. Egy meglehetős hadosztály lovag Nándor von Dondorf őrnagy vezérlete alatt július 8.-án éjjel Andráshidát megszállta, és az utcákon és a Zala mellett tábort ütött. Az osztrák katonák házról-házra, a szekrényeket, ládákat felnyitni parancsolták, mindent kirabolva. Midőn a rablás megkezdetett, Marton József, a cselédeinek a falu harangja félreverését parancsolta, és ezért a földesurat, egy nagy verés után, az osztrák katonák vérben hagyták.
Marton József lánya, a művelt, pompát kedvelő és erős egyéniségű nemesnépi Marton Zsófia (1842–1900) asszony örökölte az andráshidai Marton kúriát és a hozzá tartozó földbirtokot. A 17 éves Zsófia, először 1859. november 23-án kötött házasságot Andráshidán a zalai nemesi származású nemesvitai Viosz családból való nemesvitai Viosz Lajossal (1836-1869), akinek a szülei nemesvitai Viosz Imre, táblabíró, földbirtokos, és miskei és monostori Thassy Mária (1797–1873) asszony voltak. A násznagyok nemesnépi Marton Pál (1806–1893), táblabíró, söjtöri birtokos, Marton Zsófia nagybátyja, és zokoli és illyefalvi Csutor Imre, a későbbi zalai alispán, akinek az anyja, nemesvitai Viosz Zsuzsanna, aki Viosz Lajos nagynénje volt. Vadászat közben, Viosz Lajos erősen megfázott, és halálos ágyán kérte meg a legjobb barátját, hogy vegye el feleségül Marton Zsófiát és nevelje fel majd a két árva gyermekét. Viosz Lajos halála után, annak a legjobb barátjához, a boldogfai Farkas családból való, boldogfai Farkas Ferenc (1838–1908) boldogfai földbirtokoshoz ment férjhez 1872. február 7.-én; Farkas Ferenc urat később, a vármegyei tiszteletbeli számvevővé valamint a pénzügyi számellenőrré nevezték ki. A vőlegény szülei idősebb boldogfai Farkas Ferenc (1779–1844), jogász, Zala vármegye táblabírája, földbirtokos, és Joó Borbála (1811–1883) asszonyság voltak; az apai nagyszülei pedig boldogfai Farkas János (1741–1788), Zala vármegyei Ítélőszék elnöke, Zala vármegye főjegyzője volt 1773 és 1786 között, táblabíró, jómódú földbirtokos, és a tekintélyes lovászi és szentmargitai Sümeghy családból való lovászi és szentmargitai Sümeghy Judit (1754–1820) asszony voltak. Farkas Ferenc és Marton Zsófia esküvőjén a násznagyok mankóbüki Horváth Bálint (1822–1885), Zala vármegye alpénztárnoka, boldogfai közbirtokos, és ennek a sógora, novakoveczi Tomasich Kálmán (1827–1875), boldogfai közbirtokos voltak. Mankóbüki Horváth Bálintné novakoveczi Tomasich Ilona (1835–1891) anyja pedig novakoveczi Tomasich János ügyvédné nemesnépi Marton Anna (1802–1843), aki egyben Marton Zsófia nagynénje is volt. Az ottani Marton kúriát és a jószágot nemesnépi Marton Zsófia, az első férjétől származó legidősebb fia, nemesvitai Viosz Ferenc (1861–1918), nagykanizsai főszolgabíró, örökölte meg. Marton Zsófia halálával kihalt József ága fiúágon. Marton Zsófia gyászhírén mondják róla: "...egy tisztelt, jó lelkű magyar úrnő költözött el az élők sorából, aki a derék magyar asszonynak, szerető családjának minden erényét egyesítette magában. Az egyszerűség, a munkásság volt lelkének alapvonása, csak egyben volt fényűző, pazarló: a szeretetben."
A gazdasági válságok miatt, valamint a sokgyermek közötti örökösödési osztozkodás miatt a 19. század végén boldogfai Farkas Ferenc kényszerült értékesíteni a zalaboldogfai földbirtokot, valamint egyéb családi ingatlanokat is; ezzel a család végleg Andráshidán, nemesnépi Marton Zsófia földjén telepedett le. Az ottani földbirtok is jelentősen lecsökkelt mind területben, mind állatállományban az évszázad során. Az 1897-ben megjelent országos mezőgazdasági statisztikai összeírásban, Farkas Ferenc Andráshidán összesen 126 kataszteri holdat, 11 lovat, és 14 sertést bírt, valamint 9 cselédet alkalmazott a majorságán.

#### Pál ága

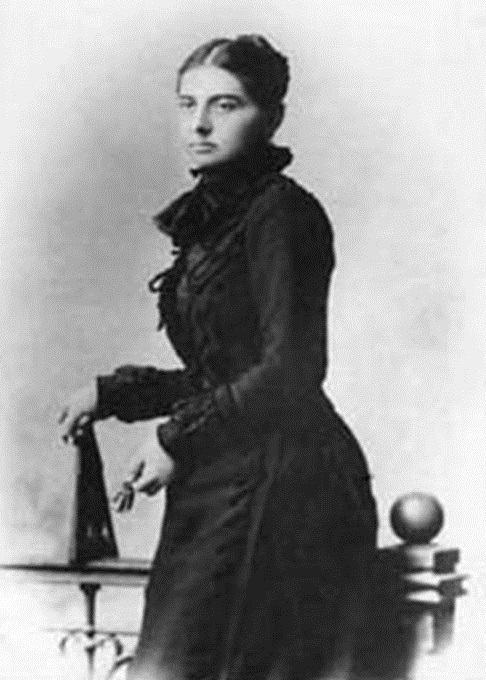
Nemesnépi Marton Róza kisasszony (1855–1930).

A legfiatalabb gyermeke nemesnépi Marton Györgynek és patai Patay Rozáliának, nemesnépi Marton Pál (1806–1893), táblabíró, földbirtokos volt. Marton Pál, ahogy a bátyja, Marton József, ő is a Győri Királyi Jogakadémiára járt, amelyen 1827-ben fejezte be a jogi tanulmányait. Nemesnépi Marton Pál söjtöri földbirtokos jó baráti viszonyban volt kehidai Deák Ferenccel. Az 1845-től listázott zalai önkéntes adozó nemesek között nemesnépi Marton Pál birtokos szerepelt Deák Ferenc és több más úr mellett is. Marton Pál házastársa, a hahóti születésű, nagyrákosi Fölnagy Klára (1818–1897) volt, akinek a szülei rákosi Fölnagy József (1786–1863), zalai aladószedő, hahóti földbirtokos, és nemes Fodor Terézia (1787–1832) úrnő voltak; az anyai nagyszülei nemes Fodor János, földbirtokos és párisi és nagybácsi Bátsmegyey Anna (1760–1815) voltak. Nemesnépi Marton Pál Felnagy Klárát Felsőhahóton, 1851. december 8.-án vette feleségül. Marton Pálné Fölnagy Klárának az unokaöccse, nagyrákosi Fölnagy Miklós (1869–1939), tábornok, a Vaskorona rend lovagja, akinek a szülei Fölnagy Miklós (1824–1888), hahóti földbirtokos, és Tóth Julianna (1845–1910) voltak.
Fölnagy Klára három gyermekkel áldotta meg nemesnépi Marton Pál táblabíró urat: nemesnépi Marton György (1853–1900), söjtöri földbirtokos, Zala vármegye bizottsági tag, a Zalamegyei nemesi pénztári választmányi tag, aki nőtlen hunyt el; és nemesnépi Marton Rozália Terézia (1855–1933), tolnai gróf Festetics Mária jó barátnője, a helyi söjtöri kastély gyakori vendége, aki hajadonként hunyt el. Marton Rozália szintén jó barátságot ápolt felsőeőri Fábián Ilona (1874–1939) kisasszonnyal, akikkel gyakran kocsikázott hintón a település környékén. A legfiatalabb gyermeke Marton Pálnak és Fölnagy Klárának, nemesnépi Marton László (1857–1915), törvényhatósági bizottsági tag, Zala vármegye főpénztárnoka volt, aki vitte tovább a családot. 1894 októberében a földművelésügyi miniszter nemesnépi Marton György söjtöri lakóst és földbirtokost a zalaegerszegi járására nézve az állandó gazdasági tudósítói tiszttel bizta meg. Tehetséges zongorista és jó háziasszony volt nemesnépi Marton Rozália kisasszony, azonban a söjtöri birtok igazgatásában sajnos se jártas se ügyes nem volt; fivérei halála után egyedül maradva, majdnem a söjtöri birtok elveszítésére vezette a családot. A birtok megőrzése érdekében, 1930. november 1.-én haszonbérleti szerződést kötve boldogfai Farkas Tiborral, a nemesnépi Marton családnak sikerült megtartania a söjtöri birtokát, amelyet majd nemesnépi Marton Pál fia, György örökölt.
Marton László (1857–1915) a besenyői és velikei Skublics családból való Skublics Margit (1875–1953) kisasszonnyal, besenyői és velikei Skublics Jenő (1839–1901), politikus, a Zala vármegyei szabadelvű párt elnöke és Spelletich Paulina (1848–1914) lányával házasodott meg 1896. október 4.-én Zalaegerszegen. Spelletich Paulina szülei, Spelletich Bódog (1815–1890) jogász, szabadságharcos volt, aki a világosi fegyverletétel után Amerikába emigrált, és nemes Markovics Paulina (1819–1890) voltak. Nemesnépi Marton Lászlóné Skublics Margit hosszú évekig a zalaegerszegi római katolikus nőegylet tagja volt, és Pehm József plébános mellett aktívan tevékenykedett. Marton László és Skublics Margit (1875–1953) gyermekei Zalaegerszegen születtek, felnőtt korukban a vezetéknevüket úgy írták, hogy "Marthon" (pedig születésükkor még "h" nélkül könyvelték be őket). Marton László és Skublics Margit frigyéből három leány- és egy fiúgyermek született: nemesnépi Marthon Ilona (1900–1971), akit 1936. február 6.-án Nagylengyelben Rusznyák Lajos (1876–1967), sárvári és lovasberényi gyógyszertártulajdonos, földbirtokos vette feleségül; a vőlegény szülei Rusznyák Imre (1839–1898), uradalmi tiszttartó és Győri Hermina voltak. Marton László és Skublics Margit lánya, nemesnépi Marthon Margit (1901–1974), akinek a férje, dr. vitéz Szalay Gyula (1896–1974), ügyvéd, Zala vármegye tiszti főügyésze; valamint nemesnépi Marthon Erzsébet (1903–1984), aki 1939 szeptember 9.-én Badacsonytomajon ifjabb nemesvitai Viosz Ferenc (1904–1983) okleveles gazdának, az elhunyt nemesvitai Viosz Ferenc nagykanizsai főszolgabíró fiának a házastársa lett; és az egyetlenegy fiúgyermek nemesnépi dr. Marthon György (1907–1968), jogász, söjtöri földbirtokos.
1933. május 10.-én Gyömörey György, Zala vármegye főispánja, dr. Marthon György (1907-1968) vármegyei fogalmazót tiszteletbeli szolgabiróvá nevezte ki. Marthon György egyben Zala vármegye aljegyzője volt 1933. május 9.-e és 1941. augusztus 9.-e között. 1939. május 12.-én vitéz gróf széki Teleki Béla Marton György dr. aljegyzőt, tiszteletbeli főszolgabíróvá nevezte ki. 1941. augusztus 19.-e és 1946. augusztus 28.-a között a Zala vármegyei másodfőjegyzői hivatalt töltötte be. 1941. április 16.-án a Muraköz visszatért a Magyar Királysághoz a Jugoszlávia államtól; aznap a magyar csapatok bevonultak az Alsólendvára, az Alsólendvai járásra. Teleki Béla gróf zalai főispán első körútja a visszatért zalai déli területeken ekkor indult. 1941. április 23.-án dr. Brand Sándor alispánnal, dr. Szalay Gyula vármegyei tiszti főügyésszel, dr. Takács László tiszti főorvossal, Énekes Béla számvevőségi főnökkel, dr. nemesnépi Marthon György (1907–1968), másodfőjegyzővel és dr. Józsa Fábián tiszteletbeli főszolgabíró, főispáni titkárral együtt Alsólendvára utazott, ahol a vármegye a járási katonai parancsnokság, illetve a katonai közigazgatás búcsúztatására ebédet adott. Megjelent ott vitéz Horváth Ferenc vezérőrnagy, a Muravidék katonai parancsnoka segédtisztjével, vitéz nemes Martsa Sándor ezredes vezetésével az egész katonai közigazgatási szervezet, dr. Apáti József főszolgabíró, dr. Schmidt István tiszteletbeli főszolgabíró, a belatinci szólgabírói kirendeltség vezetője és a polgári közigazgatás kinevezett szervei, dr. Széll György királyi közjegyző, Alsólendva képviseletében pedig Dervarics Elemér községbíró és Grassanovits Ottó főjegyző. A visszatért Muraköz fővárosa ünnepi lobogódíszben látta vendégül a főispánt, aki a polgári közigazgatás átvétele után akkor elsőízben tett látogatást a Zrínyiek városában. Vitéz gróf Teleki Béla mindenekelőtt Horváth Ferenc vezérőrnagynál tett az alispánnal, együttes látogatást, azután a főbírói hivatalt szemlélték meg, majd a ferenceseknél szentmisét hallgattak.
1936-ban, özvegy nemesnépi Marton Lászlóné Skublics Margit úrnő összesen 444 kataszteri holdat birtokolt Zala megyében: Marthonpusztán 208 kh-as és Söjtörön 236 kh-as birtoka volt. Dr. Marthon György és neje Mezriczky Margit fiával kihalt a nemesnépi Marton családnak az andráshidai-söjtöri ága, amely nemesnépi Marton György (1730–1795) zalalövői főszolgabíróból vette a származását. A településen még a 19. század végén laktak nemesnépi Marton családbeliek.
1845-ben még három kisnemesi ága létezett a nemesnépi Marton családnak, amely szerepelt az akkori nemesi összeírásban; feltehetően a köznemesi családnak más távoli kisnemesi ágai tovább éltek legalább a 19. század végéig. Ezek az ágak főleg a kálvinista hitvallásban éltek.

## A család címere
A Zalamegyei levéltár anyagában megőrződött a családi címer. Ifjabb nemesnépi Marton György (1767-1843) használta a szolgabírói tisztsége alatt (kelt: 1800. október 25.). A címer régiségét, eredetét nem lehet megállapítani, de összetevő elemei mindenesetre a család határőri harcias szolgalatára utalnak.
A címer leírása: A pajzs kék mezejében a két hátsó lábon álló arany griffmadár, amely török fejjel átszúrt görbekardot tart a mancsában. Sisakdísz: török fejjel átszúrt görbekardot tartó könyöklő páncélos kar. Takarók: kék-arany.

## A család jelentősebb tagjai
- idősebb nemesnépi Marton György (1730-1795), táblabíró, a lövői járás főszolgabírája, földbirtokos.
- ifjabb nemesnépi Marton György (1767-1843), táblabíró, lövői járás alszolgabírája, földbirtokos.
- nemesnépi Marton József (1797-1858), táblabíró, a zalaegerszegi, majd a zalalövői járásnak az alszolgabírája, földbirtokos.
- nemesnépi Marton György (1853–1900), Zala vármegye bizottsági tag, a Zalamegyei nemesi pénztári választmányi tag, a zalaegerszegi járás állandó gazdasági tudósító, söjtöri földbirtokos.
- nemesnépi Marton László (1857-1915), Zala vármegye főpénztárnoka, földbirtokos.
- dr. nemesnépi Marthon György (1907-1968), Zala vármegye aljegyzője, földbirtokos.

## Az eddig ismert családfa
- A1 Ferenc (1700–Nemesnép, 1760. szeptember 20.) nemesnépi birtokos. Neje: nemesnépi Szakály Krisztina.
  - B1 György (Nemesnép, 1730. szeptember 19. – Nemesnép, 1795. március 11.) táblabíró, zalalövői főszolgabíró, földbirtokos. Felesége: boczföldei Visy Anna (*Zalaegerszeg, 1743. október 19.– Andráshida, 1817. április 18.)
    - C1 János (Nemesnép 1765. március 29. – Nemesnép, 1776. május 16.)
    - C2 György (Nemesnép 1767. június 16. – Andráshida, 1843. április 1.) táblabíró, zalalövői járás alszolgabírája, az 1809.évi nemesi felkelés alhadnagya, földbirtokos. Felesége: petrikeresztúri Patay Rozália (*Söjtör, 1779- Andráshida, 1845. január 5.)
      - D1 József (Andráshida, 1797. április 5.– Andráshida. 1858. július 16.) táblabíró, zalaegerszegi, majd zalalövői alszolgabíró, földbirtokos. Felesége: verbói Szluha Rozália (Nemesnép, 1816. február 22.– Andráshida, 1883. július 9.)
        - E1 Zsófia (Nemesnép, 1842. augusztus 18.– Andráshida, 1900. április 19.) 1. Férje: nemesvitai Viosz Lajos (Andráshida, 1836. június 1. – Andráshida, 1869. június 29.) 2. férje: boldogfai Farkas Ferenc (Boldogfa, 1838. szeptember 15.- Zalaegerszeg, 1908. január 20.)  Zala vármegye számvevője, pénzügyi számellenőre, földbirtokos.

      - D2 Regina (Andráshida, 1798. június 12. –Söjtör, 1807. március 17.)
      - D3 János (Nemesnép, 1800. május 15. –Söjtör, 1803. szeptember 2.)
      - D4 Anna (Nemesnép, 1802. augusztus 10. – Boldogfa, 1843. november 12.) Férje: novakoveczi Tomasich János (1796. – Boldogfa, 1856. július 28.), táblabíró, ügyvéd, földbirtokos.
      - D5 Pál (Nemesnép, 1806. december 15.– Söjtör, 1893. április 6.), földbirtokos, táblabíró. Neje: nagyrákosi Fölnagy Klára (*Felsőhahót, 1818. szeptember 24.– Söjtör, 1897. szeptember 27.)
        - E1 György József (Söjtör, 1853. január 31.– Söjtör, 1900. október 6.), söjtöri földbirtokos, Zala vármegye bizottsági tag, a Zalamegyei nemesi pénztári választmányi tag, a zalaegerszegi járás állandó gazdasági tudósító. Nőtlen.
        - E2 Rozália Terézia (Söjtör, 1855. május 1.– Söjtör, 1933. március 22.), hajadon.
        - E3 László Gábor (Söjtör, 1857. július 26.– Söjtör, 1915. július 10.) Zala vármegye főpénztárnoka, földbirtokos. Felesége: besenyői és velikei Skublics Margit Mária (Döbréte, 1875. október 14.– Zalaegerszeg, 1953. október 27.)
          - F1 Pál Jenő (Zalaegerszeg, 1897. augusztus 14.–Zalaegerszeg, 1897. augusztus 24.)
          - F2 Ilona Klára Celin (Zalaegerszeg, 1900. március 14.–Zalaegerszeg, 1971. április 28.). Férje: Rusznyák Lajos Mátyás (*Zádor, 1876. február 16.–Szombathely, 1967. május 12.), sárvári és lovasberényi gyógyszertártulajdonos, földbirtokos.[52][53]
          - F3 Margit Roza (Zalaegerszeg, 1901. július 1. – Zalaegerszeg, 1974. február 10.). Férje: dr. Szalay Gyula (*Zalaegerszeg, 1896. március 25. – Zalaegerszeg, 1974. február 25.),  jogász, ügyvéd, Zala vármegye tiszti főügyésze.
          - F4 Erzsébet Mária Magdolna (Zalaegerszeg, 1903. május 23. – Badacsony, 1984. október 22.). Férje: nemesvitai Viosz Ferenc (Nagykanizsa, 1904. október 30. – Badacsony, 1983. szeptember 1.) okleveles gazda
          - F5 György László Zsigmond, dr. (Zalaegerszeg, 1907. május 5. – Kaposvár, 1968. március 15.) Zala vármegye másodfőjegyzője, földbirtokos. Felesége: mezericzi Mezriczky Margit (Nagykanizsa, 1919. január 9. – Budapest, 2006. április 18.)
            - G1 Pál, a család utolsó tagja

      - D6 György János (Nemesnép, 1811. május 19.–?)
      - D7 Mihály (Nemesnép, 1817. március 31. –Andráshida, 1819. április 20.)

    - C3 Rozália (Nemesnép, 1779. október 19. –Nemesnép, 1779. október 26.)

  - B2 Krisztina (Nemesnép, 1733. július 3. –?)
  - B3 József  (Nemesnép, 1737. augusztus 11. –?)